# ベルプリ

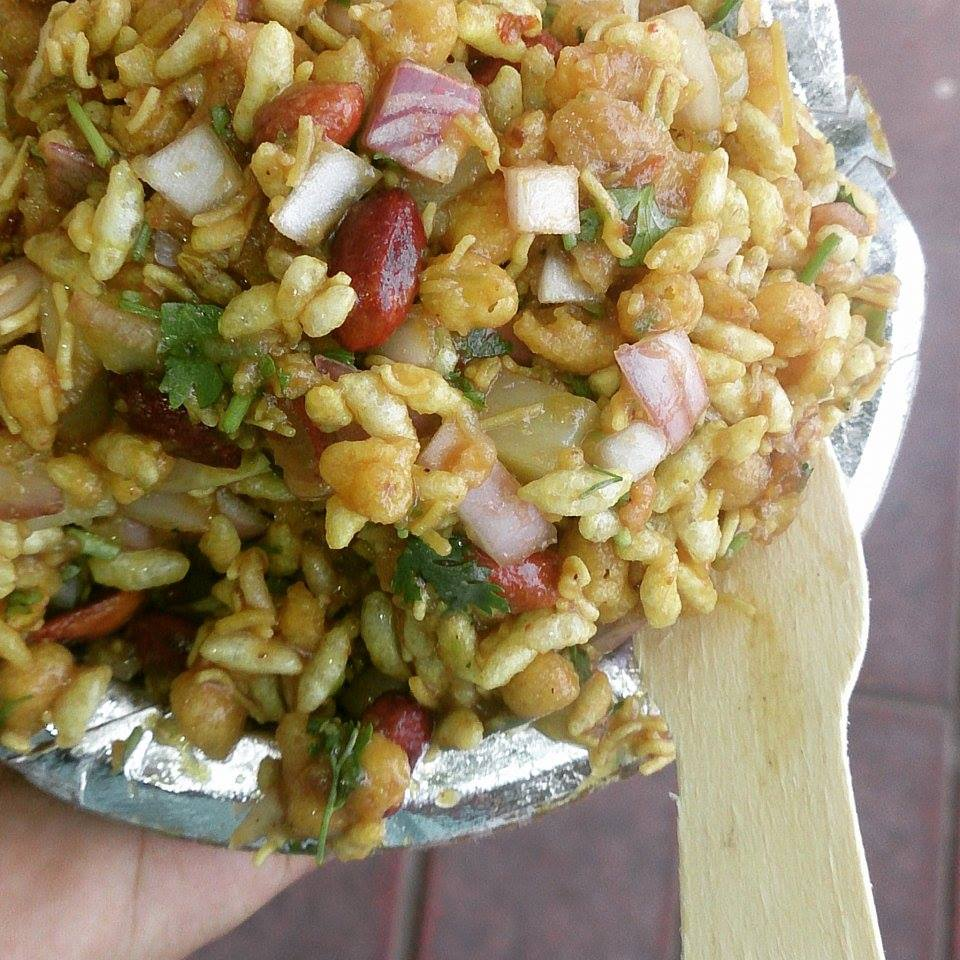
ベルプリ

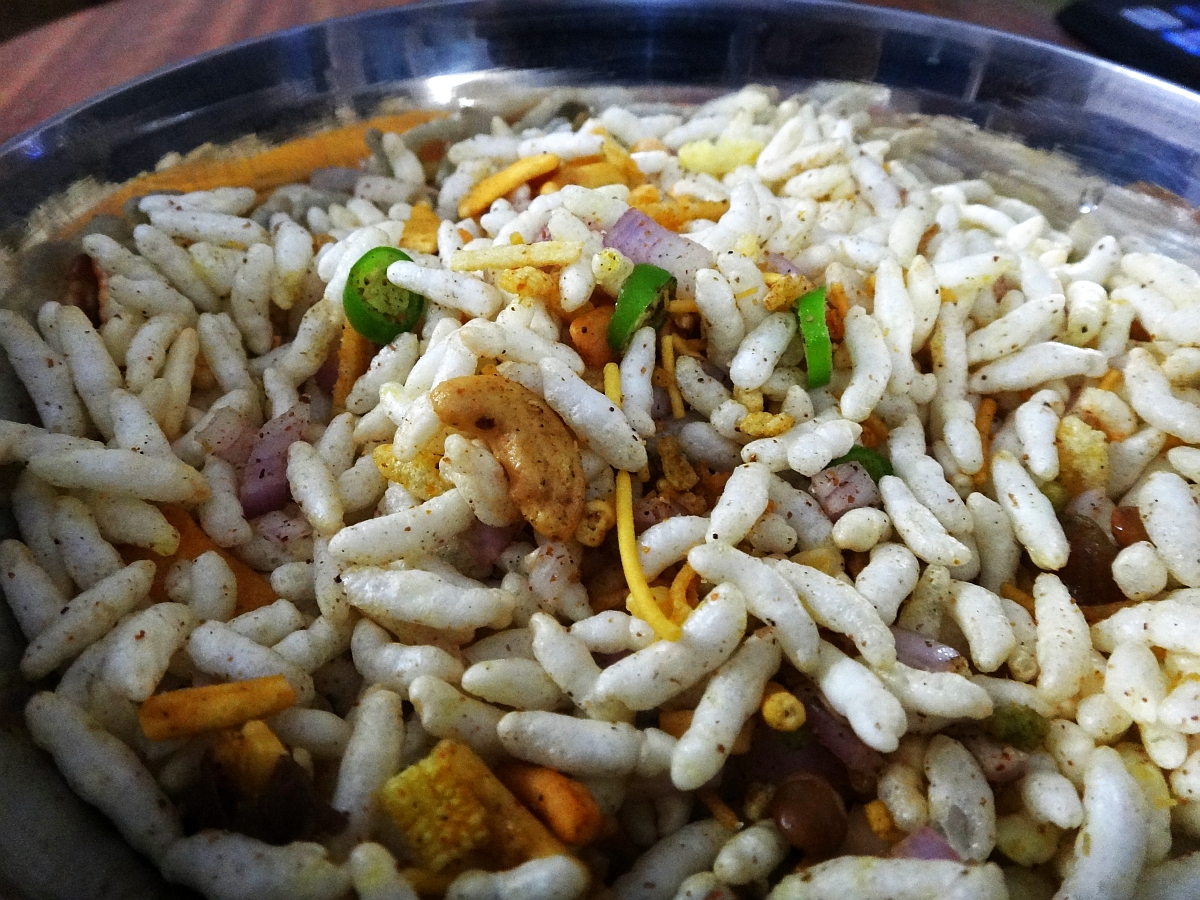
ジャール・ムリ

ベルプリ(Bhelpuri)は、インドの辛味の効いた軽食で、チャアト（屋台めし）の一種でもある。
米のポン菓子、茹でジャガイモ、生タマネギ等の野菜を混ぜ合わせ、ぴりっとしたタマリンドソースを掛けたもの。
パフライスを使うことから、シリアル食品の一種と考えることができるほか、見方を変えてポテトサラダの変種と考えることもできる。
ベルプリは（例えばギルガオンやジュフーといった）ムンバイの海岸と結びつけて考えられる 。
ベルプリはムンバイのカフェや屋台で生まれ、そのレシピは、各地方ごとに手に入りやすい食材に変更されつつ、インドのほとんどの地域に広まったと考えられている。
また、バダン(Bhadang、西マハーラーシュトラで生まれたスパイシーなナムキーン)が原形であるとされることもある。
コルカタで見られるベルプリの変種は、ジャール・ムリ(Jhaal Muri、辛い米パフ)と呼ばれている。
マイソールで見られるベルプリの変種は、バンガロールではチュルムリ(Churumuri)と呼ばれる  。
汁気の無いベルプリはバダンとして知られ、タマネギ、コリアンダー、およびレモン汁で味を付けて食べる。

## 歴史
ベルプリがいつ、どこで最初に作られたのか、明確に触れた文献は無いが、ムンバイの喫茶店や露店に端を発するようとされている。

## 材料
ベルプリは米パフとセブ(Sev、ヒヨコマメの粉（ベサン）で作った細麺のような揚げスナック）を原料とする。
これを、賽の目に刻んだジャガイモ、みじん切りにした生タマネギ、チャアト・マサラ、チャツネと混ぜ合わせたものが基本となる。
ベルプリは、甘み、塩味、辛味、スパイスの味をバランスさせる。歯ごたえは様々で、サクサクしたクリスピーなものもある。
このほか、トマトや青唐辛子、コリアンダーをベースに加えたものもある。
北インドでは刻んだ茹でジャガイモを加える。